# Председник (ТВ серија)
Председник (шп. El candidato) мексичка је теленовела, продукцијске куће TV Azteca, снимана 1999.
У Србији је приказивана 2001. на телевизији Кошава.

## Синопсис
Игнасио Сантоској ужива у приватном и пословном животу захваљујући свом браку са Марикармен Манрикез, кћерком Хувентина Манрикеза, познатог политичара. Моћ коју има захваљујући свом свекру помаже му да постане генерални секретар његове странке и једна од важнијих политичких фигура.
Година уназад Игнасио није заборавио своју велику љубав Беатриз Манрикез, полусестру његове супруге Марикармен. Беатриз се враћа у игру и упознаје Абела Сантану, политичког карикатуристу који јој спашава живот приликом атентата на њу. Абел се безнадежно заљубљује у Беатриз иако је она кћерка најкорумпиранијег политичара. Љубоморни Игнасио покушава да уништи Абелову репутацију и спречи његове намере према Беатриз како је не би изгубио.
Породица Манрикез ће се суочити са најтежим политичким изборима, борбом за моћи, победом и чашћу породице. У свом овом хаосу Игнасио ће морати да се одлучи између љубави и моћи.

## Улоге
| Глумац:            | Улога:                        |
| ------------------ | ----------------------------- |
| Умберто Сурита     | Игнасио Сантоској             |
| Клаудио Обрегон    | Хувентино Манрикез            |
| Оливија Колинс     | Марикармен Манрикез Сантоској |
| Лорена Рохас       | Беатриз Манрикез              |
| Артуро Беристаин   | Фортунато Сантаеља            |
| Марта Вердуско     | Гриселда Аустин               |
| Роксана Чавез      | Глорија Баљестерос            |
| Мерседес Пасквал   | Каталина Аустин               |
| Роберто Бландон    | Адријан Куевас                |
| Гиљермо Хил        | Елисео Пријето                |
| Анете Кубуру       | Ана Марија Михарес            |
| Стефани Салас      | Перла Сантојо                 |
| Константино Костос | Карлос Сагредо                |
| Нубија Марти       | Еухенија                      |